# 2 Grupa Armii
2 Grupa Armii – francuska grupa armii  walcząca w kampanii roku 1940. 
Broniła pozycji  pomiędzy Montmédy a Strasburgiem. W jej składzie walczyła między innymi polska 1 Dywizja Grenadierów.

## Formowanie i walki
2 Grupa Armii utworzona została 2 września 1939 z zadaniem obrony linii Maginota w pasie od Longuyon wzdłuż granicy z Luksemburgiem i Niemcami do Selestat. We wrześniu 1939 ograniczyła się jedynie do wykonania kilku zaczepnych działań demonstracyjnych. Prowadziła je w skali taktycznej między Mozelą a lasem Warndt oraz na kierunku Rohrbach -Hambach na odcinku „Sarre”.

W pierwszym okresie agresji niemieckiej  w Europie Zachodniej grupa nie była atakowana, a mimo  niepowodzeń 1 Grupy Armii zachowywała się biernie. W drugiej fazie operacji, niemieckie grupy armii „A” i „B” przełamały „linię Weyganda” nad Sommą i Aisne i wyszły na tyły 2 GA. Wycofujące się z linii Maginota francuskie wojska początkowo próbowały prowadzić zorganizowane działania opóźniające. Atakowane od czoła i odcięte na południu przez wojska zgrupowań pancernych „Guderian” i „Kłeist”, od 17 czerwca nie stawiały już zorganizowanego oporu. W końcowej fazie działań resztki 2 GA przekształcone zostały w 4 Grupę Armii. 24 czerwca wojska grupy armii skapitulowały.

## Struktura organizacyjna
- 3 Armia
  - Bezpośrednio podległe dowództwu armii:
    - 3 Lekka Dywizja Kawalerii
    - 6 Dywizja Piechoty
    - 6 Północnoafrykańska Dywizja Piechoty
    - 6 Kolonialna Dywizja Piechoty
    - 7 Dywizja Piechoty
    - 8 Dywizja Piechoty

  - Korpus Kolonialny
    - 2 Dywizja Piechoty
    - Brytyjska 51 Dywizja Piechoty
    - 56 Dywizja Piechoty

  - 6 Korpus 
    - 26 Dywizja Piechoty
    - 42 Dywizja Piechoty

  - 24 Korpus 
    - 51 Dywizja Piechoty

  - 42 Korpus 
    - 20 Dywizja Piechoty
    - 58 Dywizja Piechoty

- 4 Armia
  - Bezpośrednio podległe dowództwu armii:
    - 1 Dywizja Grenadierów
    - 45 Dywizja Piechoty

  - 9 Korpus
    - 11 Dywizja Piechoty
    - 47 Dywizja Piechoty

  - 20 Korpus
    - 52 Dywizja Piechoty
    - 82 Afrykańska Dywizja Piechoty
- 5 Armia
  - Bezpośrednio podległe dowództwu armii:
    - 44 Dywizja Piechoty

  - 8 Korpus 
    - 24 Dywizja Piechoty
    - 31 Dywizja Piechoty

  - 12 Korpus 
    - 16 Dywizja Piechoty
    - 35 Dywizja Piechoty
    - 70 Dywizja Piechoty

  - 17 Korpus  
    - 62 Dywizja Piechoty
    - 103 Dywizja Piechoty

  - 43 Korpus  
    - 30 Dywizja Piechoty